# Miss Israele 2004
La cinquantacinquesima edizione di Miss Israele si è svolta al centro congressi di Haifa il 21 marzo 2004. La serata finale è stata trasmessa in diretta televisiva su Channel 2 ed è stata presentata dalla modella e attrice Yael Bar Zohar. La vincitrice del concorso è stata la diciottenne Gal Gadot..

## Risultati

### Piazzamenti

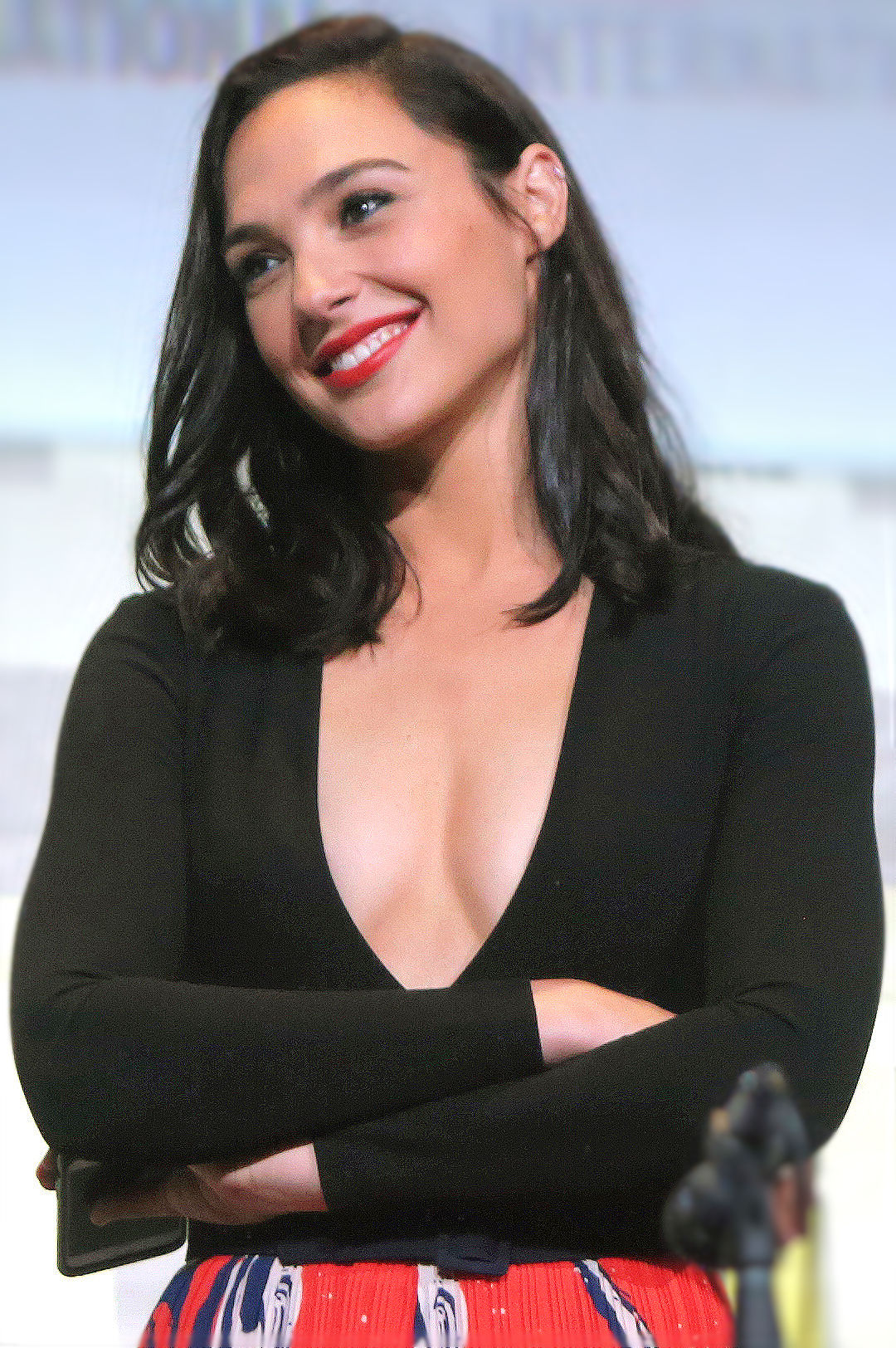
Gal Gadot, vincitrice dell'edizione 2004

| Risultato finale  | Concorrente                                                       |
| ----------------- | ----------------------------------------------------------------- |
| Miss Israele 2004 | - Gal Gadot                                                       |
| 2ª classificata   | - Rita Lukin                                                      |
| 3ª classificata   | - Li'or Keren                                                     |
| 4ª classificata   | - Helen Masala                                                    |
| Top 6             | - Keren Friedman - Karin Lazar                                    |
| Top 10            | - Lital Rosenzweig - Moran Segev - Shiran Cohen - Vicki Makrianis |